# Stephen McEveety
Pour les articles homonymes, voir McEveety.
Stephen McEveety est un producteur américain né le 4 novembre 1954.

## Filmographie
- 1991 : Hot Shots! de Jim Abrahams de Jim Abrahams
- 1993 : L'Homme sans visage de Mel Gibson
- 1993 : Airborne de Rob Bowman
- 1994 : Ludwig van B. de Bernard Rose
- 1995 : Braveheart de Mel Gibson
- 1997 : Anna Karénine de Bernard Rose
- 1997 : 187 code meurtre de Kevin Reynolds
- 1999 : Payback de Brian Helgeland
- 2000 : Ce que veulent les femmes de Nancy Meyers
- 2002 : Nous étions soldats de Randall Wallace
- 2004 : La Passion du Christ de Mel Gibson
- 2004 : Paparazzi : Objectif chasse à l'homme de Paul Abascal
- 2006 : Bella d'Alejandro Gomez Monteverde
- 2007 : The Star of Bethlehem (documentaire) de Stephen Vidano
- 2008 : The Stoning of Soraya M. de Cyrus Nowrasteh
- 2008 : An American Carol de David Zucker
- 2009 : Snowmen de Robert Kirbyson
- 2015 : Man Down de Dito Montiel
- 2019 : Contaminations (The Devil Has a Name) d'Edward James Olmos